# بودابست
بودابست (بالمجرية: Budapest) هي عاصمة المجر وأكبر مدنها وتعتبر تاسع أكبر مدينة في الاتحاد الأوروبي، يقدر عدد سكان المدينة بـ 1,752,286 نسمة على مساحة أرض تبلغ حوالي 525 كيلومتر مربع (203 ميل مربع)، هي مدينة عالمية ذات نقاط قوة في التجارة والسياسة والتمويل والإعلام والفن والأزياء والأبحاث والتكنولوجيا والتعليم والترفيه ، وهي المركز المالي للمجر، وتم تصنيفها كثاني أسرع اقتصاد حضري تطورًا في أوروبا، بودابست هي المقر الرئيسي للعديد من المؤسسات والمنظمات والشركات الدولية البارزة في العالم، يوجد أكثر من 40 كلية وجامعة في بودابست، بما في ذلك جامعة أوتفوش لوراند وجامعة سيملويس وجامعة بودابست للتكنولوجيا والاقتصاد وجامعة بودابست متروبوليتان، افتتح في عام 1896م نظام مترو أنفاق المدينة، مترو بودابست يخدم 1.27 مليون مسافر، بينما تخدم شبكة ترام بودابست 1.08 مليون مسافر يوميًا.

## تاريخ
أول مستوطنة على أراضي بودابست بناها السلتيون قبل 1 بعد الميلاد. احتلها الرومان فيما بعد. بنيت أوبودا أو بودابست القديمة على أنقاض المدينة الرومانية أكوينكم عام 89 م وكانت عاصمة لمقاطعة بانونيا السفلى منذ عام 106م حتى القرن الرابع الميلادي. في البداية كانت مستوطنة عسكرية، ونشأت المدينة تدريجياً حولها، مما جعلها نقطة محورية في الحياة التجارية للمدينة ثم قام الرومان ببناء الطرق والمدرجات والحمامات والمنازل ذات الأرضيات المدفأة في هذا المعسكر العسكري المحصن. كان الدور الثقافي لبودا ذا أهمية خاصة في عهد الملك ماتياس كورفينوس. كان لعصر النهضة الإيطالي تأثير كبير على المدينة. كانت مكتبته، Bibliotheca Corviniana ، أكبر مجموعة أوروبية من السجلات التاريخية والأعمال الفلسفية والعلمية في القرن الخامس عشر، والثانية من حيث الحجم بعد مكتبة الفاتيكان. بعد تأسيس أول جامعة مجرية في بيكس عام 1367 (جامعة بيتش)، تم إنشاء الجامعة الثانية في أوبودا عام 1395م (جامعة أوبودا). وطُبع أول كتاب مجري في بودا عام 1473م. فتح العثمانيون بودا عام 1526م، وكذلك عام 1529م، وافتحوها في النهاية عام 1541م. استمر الحكم العثماني لأكثر من 150 عامًا. شيّد الأتراك العثمانيون العديد من الحمامات التركية البارزة داخل المدينة التي لا يزال أغلبها يستخدم حتى بعد 500 عام مثل (حمامات روداس وحمامات كيرالي). إتحدت مدينتي بودا (أي بودا القديمة) الواقعة على الضفة الغربية من نهر الدانوب مع مدينة بست الواقعة على الضفة الشرقية لنهر الدانوب عام 1873م ونتيجة للإتحاد أصبح إسمها بودابست.

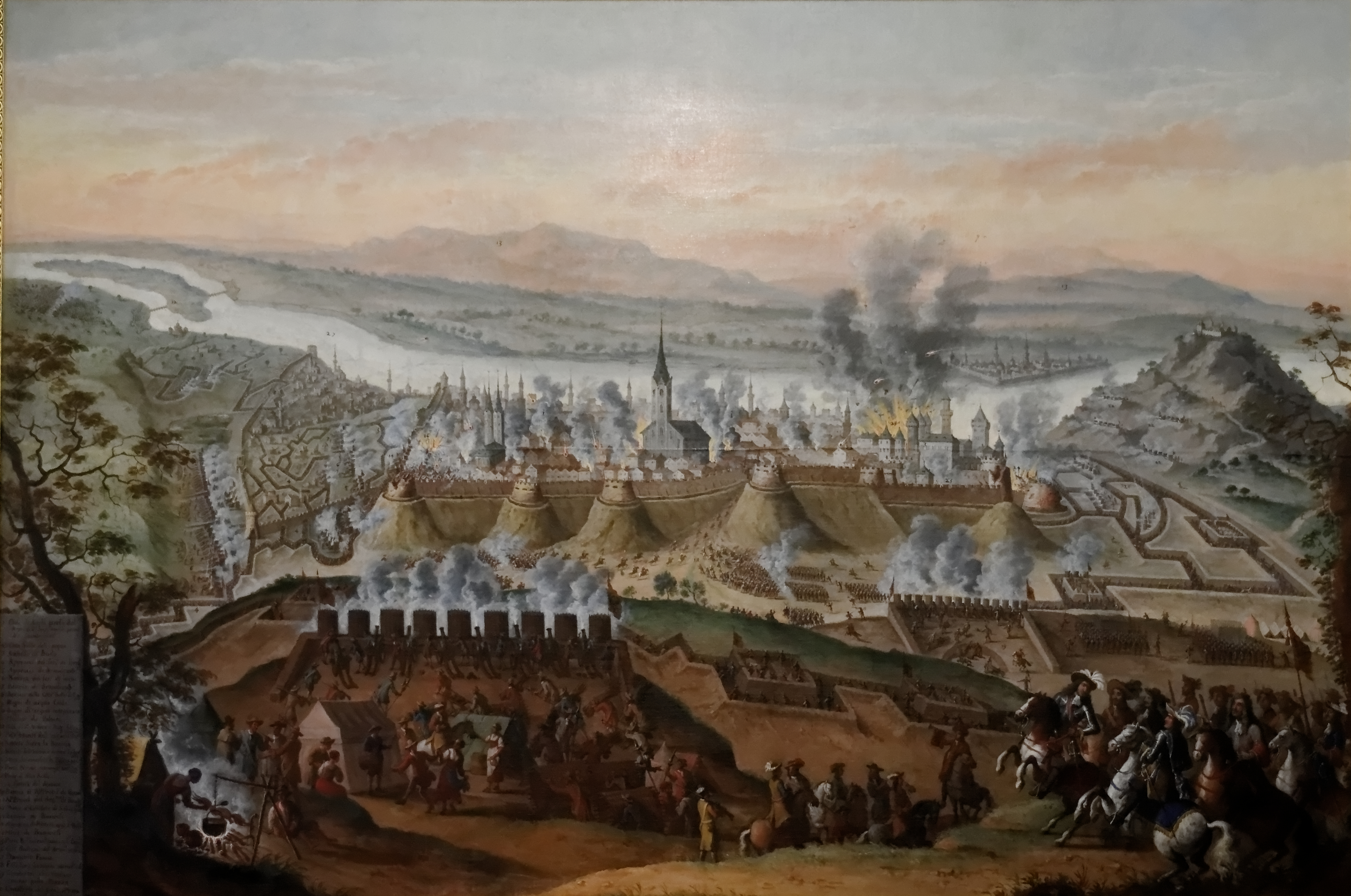
استعادة بودا من الإمبراطورية العثمانية ، رسمها فرانس جيفلز عام 1686

## تصنيفات عالمية

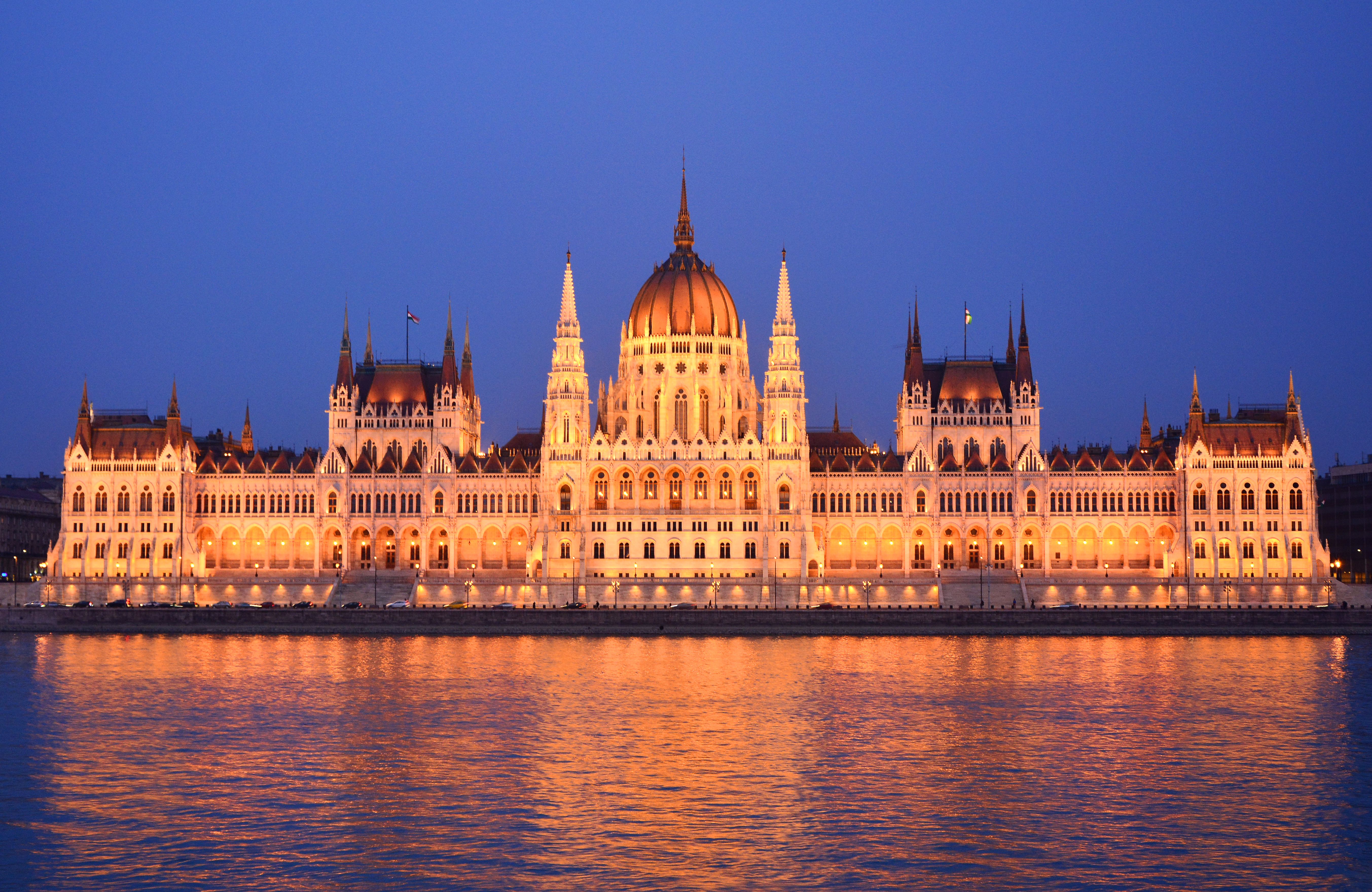
مبنى البرلمان الهنغاري

تم تصنيف المنطقة المركزية في بودابست على طول نهر الدانوب كموقع تراث عالمي لليونسكو ولديها العديد من المعالم البارزة، بما في ذلك البرلمان المجري وقلعة بودا. يوجد بالمدينة أيضًا حوالي 80 ينبوعًا حراريًا وأكبر نظام كهوف حراري للمياه ، وثالث أكبر مبنى برلماني في العالم، تجذب بودابست حوالي 12 مليون سائح دولي سنويًا، مما يجعلها وجهة شهيرة للغاية في أوروبا. تم اختيار المدينة كأفضل وجهة أوروبية لعام 2019م، وهو استطلاع رئيسي أجرته منظمة EBD ، وهي منظمة سياحية تشارك مع المفوضية الأوروبية. كما تصدرت قائمة أفضل الوجهات الأوروبية لعام 2020م ، ايضاً احتلت بودابست أيضًا المرتبة الثالثة بين أفضل المدن الأوروبية في استطلاع مماثل أجرته مؤسسة ويتش ، بودابست، هي موطن لأكثر من 100 سفارة وهيئة تمثيلية كممثل سياسي دولي، تستضيف المجر المقر الرئيسي والإقليمي للعديد من المنظمات الدولية أيضًا، بما في ذلك المعهد الأوروبي للابتكار والتكنولوجيا، وكلية الشرطة الأوروبية (CEPOL)، ومكتب مفوض الأمم المتحدة السامي لشؤون اللاجئين، ومنظمة الأمم المتحدة للأغذية والزراعة، ومقر المجلس التركي والمركز الدولي للتحول الديمقراطي، ومعهد التعليم الدولي، منظمة العمل الدولية، المنظمة الدولية للهجرة، اللجنة الدولية للصليب الأحمر، المركز البيئي الإقليمي لوسط وشرق أوروبا، لجنة الدانوب وغيرها.

### أهم الأحداث
أهم الأحداث في تاريخ بودابست مرتبة ترتيباً زمنياً:
900 م احتلال المدينة من قبل المجريين.
1000 م تأسيس مملكة هنغاريا.
1241 م احتلال المدينة من قبل المغول وتدميرها دمارا كليا.
1247 م استعادة المدينة عافيتها واختيارها مقرا للقصر الملكي المجري.
1361 م اختيار المدينة عاصمة للمجر.
1526 م احتلال الجزء الشرقي من المدينة (بست) من قبل العثمانيين.
1541 م العثمانيون يحكمون قبضتهم على المدينة بأكملها.
1686 م وقوع بست تحت حكم عائلة هابسبرج حكام النمسا في ذلك الوقت.

### ثورة آذار 1848
خلال الثورة المجرية (التي عرفت أيضا تحت اسم ثورة آذار/مارس) عام 1848 كانت بودابست أحد مراكز الشغب الرئيسية. انفجرت هذه الثورة كردة فعل لحكم آل هابسبورغ على المجر الذي دام لأكثر من 150 سنة. لقد تم إخماد الثورة بسرعة في 1849 بمساعدة القوات الروسية ولكنها مهدت لإنهاء السيطرة النمساوية على حالة الاتحاد النمساوي-المجري وجعل المجر أكثر استقلالا. لقد قامت حكومة الثورة المؤقتة آنذاك بتوحيد منطقتي بودا وبست ليشكلا معا بودابست ولكن سرعان ما قامت الحكومة المركزية بإلغاء القرار بعد إخماد الثورة. بعد تسوية حالة الاتحاد وإعطاء المجر صلاحيات أكثر في عام 1867، تم إقرار توحيد الشطرين نهائيا عام 1872.

## المعالم الرئيسية والسياحة

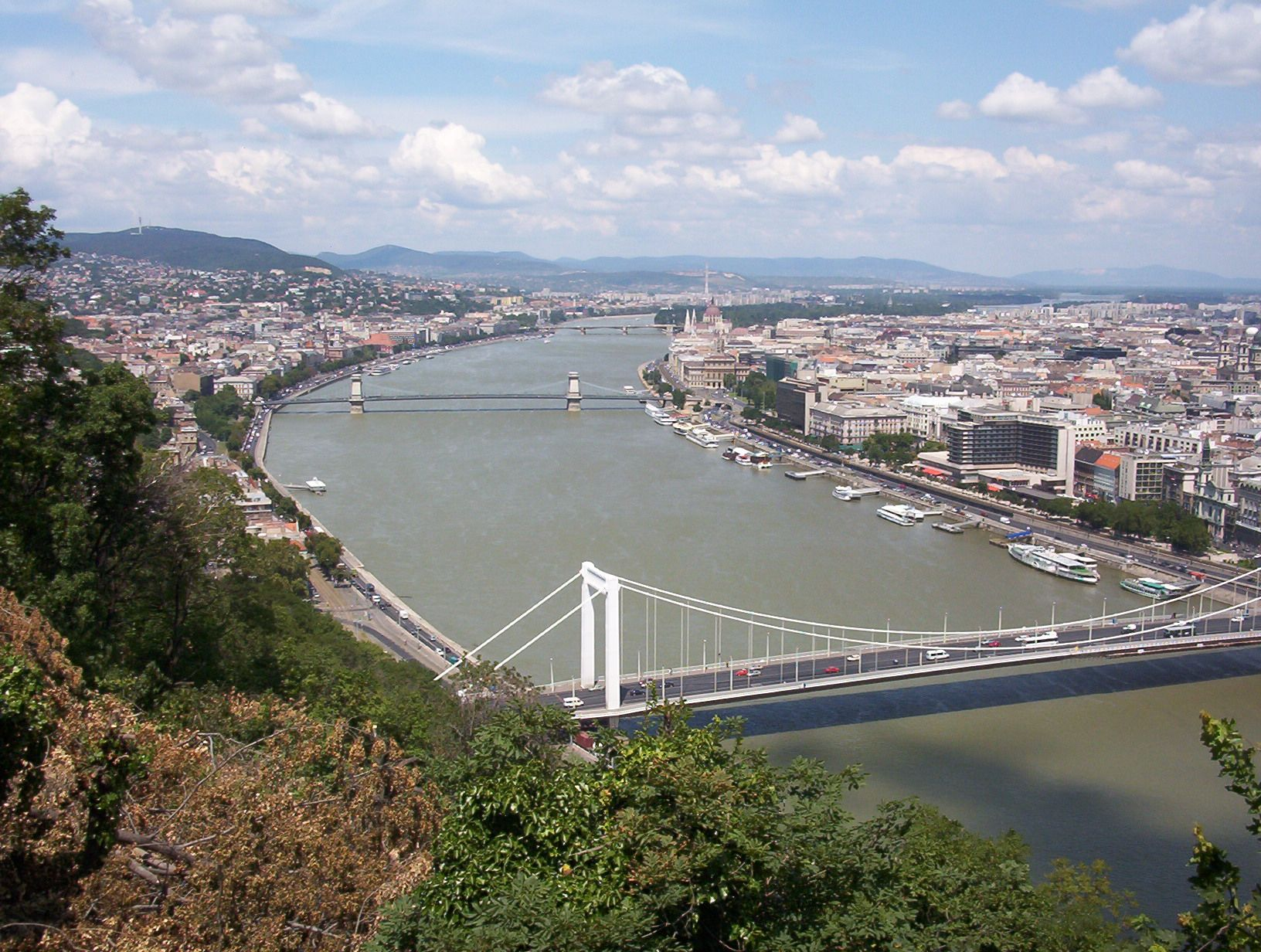
العاصمة المجرية بودابست، من تل غيليرت

تشتهر بودابست بمظهرها الحضري الذي يعود إلى ما قبل الحرب، حيث تضم مجموعة متنوعة من الشوارع والمعالم البارزة التي تتسم بالعمارة الكلاسيكية.
أشهر معالم العاصمة هو مجلس النواب القوطي الجديد، وهو أكبر مبنى في المجر بطول 268 مترًا (879 قدمًا)، ويحمل أيضًا (منذ عام 2001) جواهر التاج المجري.
تعد كاتدرائية القديس ستيفن أهم مبنى ديني في المدينة، حيث تعرض اليد اليمنى المقدسة لملك المجر الأول، القديس ستيفن.
يمكن رؤية وتذوق المطبخ والثقافة المقاهي الهنغارية في العديد من الأماكن مثل مقهى جيربو، والمطاعم الشهيرة مثل سزابيز، بياريتز، فورتونا، ألاباردوس، أران سارفاس، غونديل والمطعم الشهير عالميًا ماتياس-بينس بالإضافة إلى حانات البيرة.
توجد بقايا رومانية في متحف أكوينكوم، وأثاث تاريخي في متحف قلعة ناجيتيتني، وهما متحفان فقط من أصل 223 متحفًا في بودابست. متحف تاريخي آخر هو بيت الرعب، الذي استضافه المبنى الذي كان مكانًا مقرًا للنازية. اعترِف رسميًا بقلعة هيل وسدود نهر الدانوب وطريق أندراسي بالكامل كمواقع للتراث العالمي لليونسكو.
في قلعة هيل ومنطقة القلعة، توجد هنا ثلاث كنائس وستة متاحف ومجموعة من المباني والشوارع والساحات المثيرة للاهتمام. يعد القصر الملكي السابق أحد رموز المجر، وكان مسرحًا للمعارك والحروب منذ القرن الثالث عشر. يضم في الوقت الحاضر متحفين ومكتبة سيتشيني الوطنية. يحتوي قصر شاندور القريب على مكاتب وهو المقر الرسمي لرئيس المجر. تعد كنيسة ماتياس التي يبلغ عمرها سبعمئة عام إحدى جواهر بودابست، وهي على الطراز القوطي الجديد، ومزينة بألواح ملونة وقمم رائعة. بجانبها يوجد تمثال الفروسية لملك المجر الأول، الملك القديس ستيفن، وخلف ذلك يوجد حصن الصيادين، الذي بناه المهندس المعماري فريغيش شوليك عام 1905، يدين حصن الصيادين باسمه للشركة التي تحمل الاسم نفسه والتي كانت خلال العصور الوسطى مسؤولة عن الدفاع عن هذا الجزء من الأسوار، حيث الإطلالة البانورامية للمدينة بأكملها. يمكن العثور على تماثيل تورول، الطائر الحارس الأسطوري للمجر، في كل من منطقة القلعة والمنطقة الثانية عشرة.
في مدينة بيست، يمكن القول إن أهم معلم هو طريق أندراسي. هذا الشارع الرائع يمتد بطول 2.5 كيلومتر (2 ميل) وهو شارع مزين بالأشجار يغطي المسافة من ميدان ديك فيرينك إلى ساحة الأبطال. يطل هذا الشارع على العديد من المواقع الهامة. هو أحد مواقع التراث العالمي لليونسكو. حتى كودالي كورند وأوكتوغون، تصطف على كلا الجانبين متاجر كبيرة وشقق مبنية بالقرب من بعضها. بين هذا وساحة الأبطال تكون المنازل منفصلة وأكثر فخامة. تحت الشارع تمتد أقدم سكة حديدية تحت الأرض في أوروبا القارية، والتي تحتفظ معظم محطاتها بمظهرها الأصلي. يهيمن نصب الألفية التذكاري على ساحة الأبطال، ويوجد أمامها قبر الجندي المجهول. على الجانبين يوجد متحف الفنون الجميلة وكونستالي بودابست، وخلفها يفتح منتزه المدينة مع قلعة فاجداهونياد. إحدى جواهر طريق أندراسي هي دار الأوبرا المجرية. يقع منتزه التماثيل، وهو منتزه ترفيهي يضم تماثيل مذهلة من العصر الشيوعي، خارج المدينة الرئيسية مباشرةً ويمكن الوصول إليه بواسطة وسائل النقل العام.
يعد كنيس شارع دوهاني أكبر كنيس يهودي في أوروبا، وثاني أكبر كنيس يهودي نشط في العالم. يقع الكنيس في الحي اليهودي الذي يمتد على عدة كتل في وسط بودابست بشوارع كيرالي، ووسليني، والجادة الكبرى، وطريق بايتشي زسيلينسكي. بُني على طراز النهضة المغاربية في عام 1859 ويتسع لثلاثة آلاف مقعد. بجانبه يوجد تمثال يمثل شجرة صفصاف تبكي مصنوعة من الفولاذ لتخليد ذكرى ضحايا الهولوكوست المجريين.
تعد المدينة أيضًا موطنًا لأكبر حمام عام طبي في أوروبا (حمام سيتشيني الطبي) وثالث أكبر مبنى برلماني في العالم، والذي كان في السابق الأكبر في العالم. عوامل الجذب الأخرى هي جسور العاصمة. في بودابست، هناك سبعة جسور تربط ضفتي نهر الدانوب، وهذه الجسور من الشمال إلى الجنوب هي: جسر أرباد (الذي بني عام 1950 شمال جزيرة مارغريت)، وجسر مارغريت (الذي بني عام 1901، ودُمر أثناء الحرب بسبب انفجار ثم أعيد بناؤه عام 1948)، وجسر السلسلة (الذي بني عام 1849، ودُمر خلال الحرب العالمية الثانية ثم أعيد بناؤه عام 1949)، وجسر إليزابيث (اكتمل بناؤه في عام 1903 وأُهدي إلى الملكة إليزابيث المقتولة، وقد دمره الألمان أثناء الحرب واستبدلوه بجسر جديد في عام 1964)، وجسر الحرية (افتتح عام 1896 وأعيد بناؤه عام 1989 على طراز الفن الجديد)، جسر بيتوفي (اكتمل بناؤه عام 1937، ودمر أثناء الحرب وأعيد بناؤه عام 1952)؛ جسر راكوتسي (اكتمل في عام 1995). أكثر الجسور جمالًا في بودابست هي: جسر مارغريت وجسر السلسلة وجسر الحرية. في عام 2010، تأسست أكبر صورة بانورامية في العالم في بودابست، تعرض مناظر رائعة للمدينة وجسورها المذهلة.
يمكن للسياح الذين يزورون بودابست الحصول على خرائط ومعلومات مجانية من مهرجان بودابست ومركز السياحة غير الربحي في نقاط المعلومات الخاصة به. تقدم مراكز المعلومات أيضًا بطاقة بودابست التي تتيح النقل العام مجانًا وخصومات للعديد من المتاحف والمطاعم وغيرها من الأماكن ذات الأهمية. البطاقات متاحة لمدة 24 أو 48 أو 72 ساعة. تشتهر المدينة أيضًا بما يُعرف ببارات الخراب ليلًا ونهارًا.

## معرض الصور

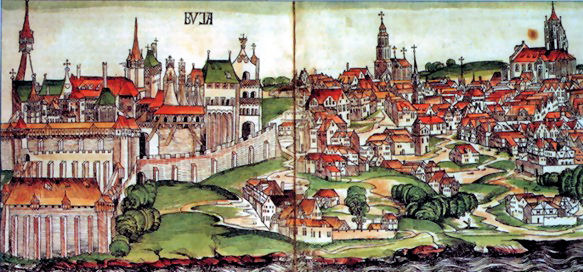
قلعة بودا خلال العصور الوسطى
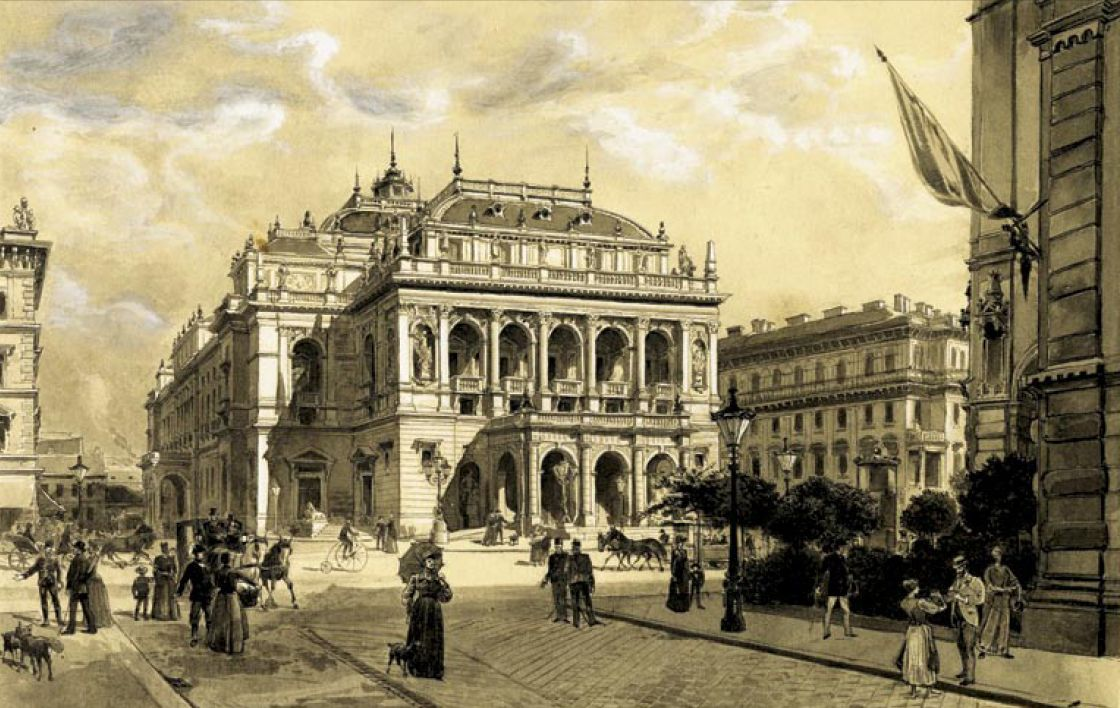
دار أوبرا الدولة المجرية
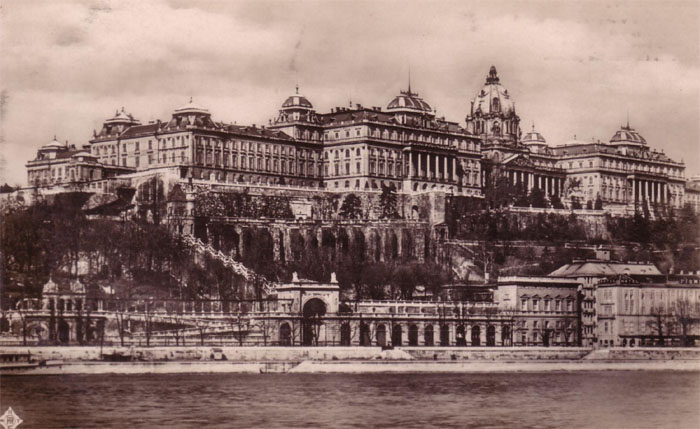
القصر الملكي المجري عام 1930
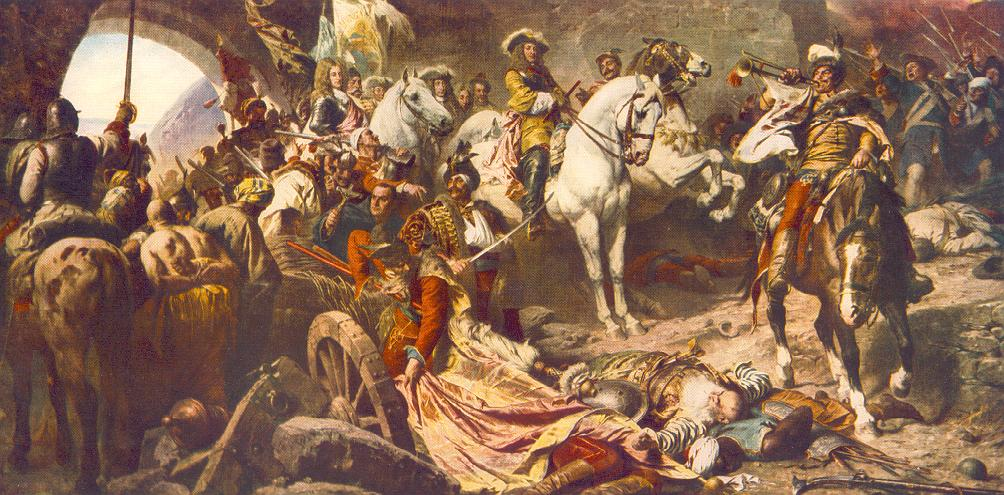
معركة عام 1686
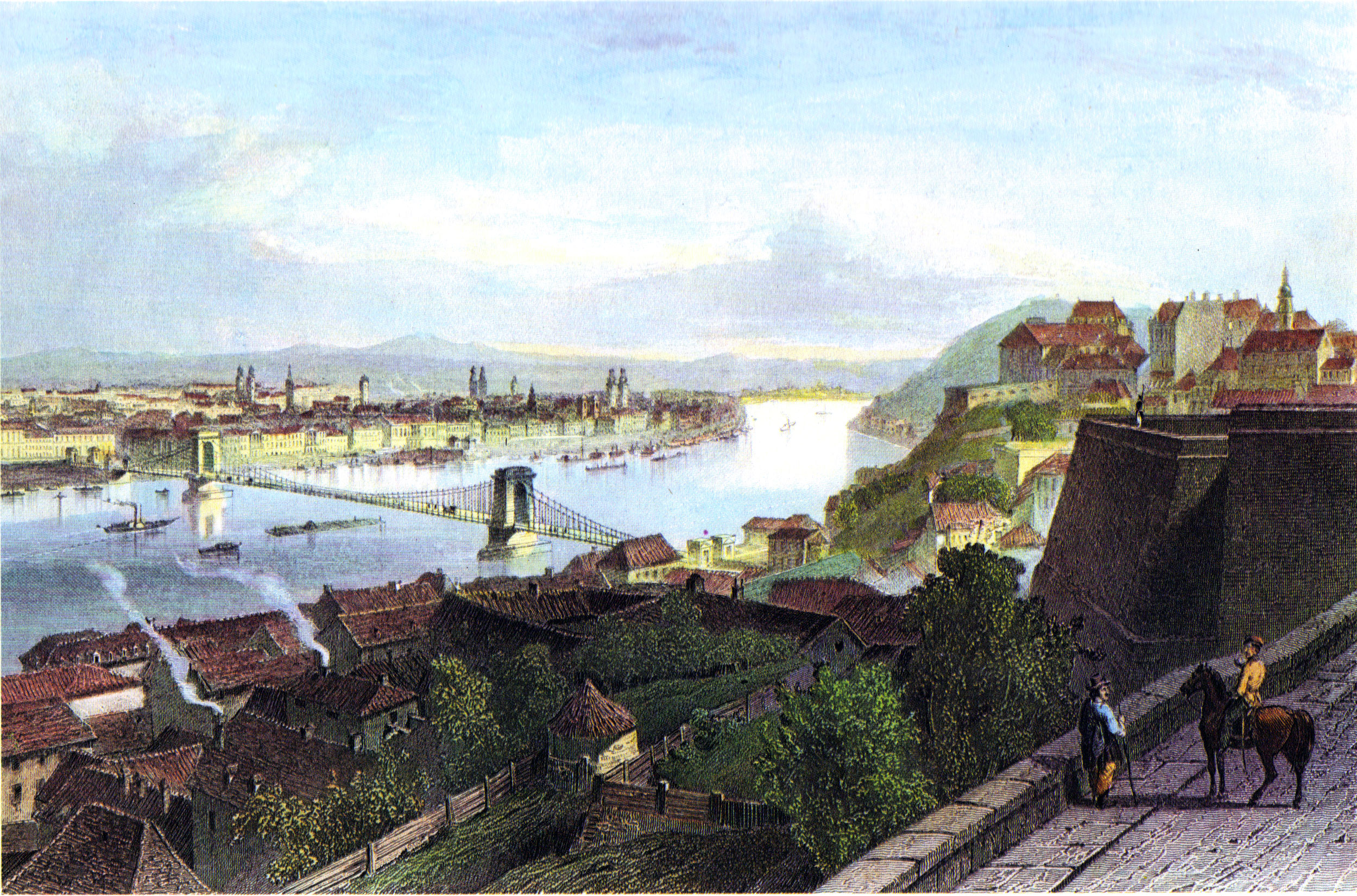
ناحيتا بودا وبست عام 1850
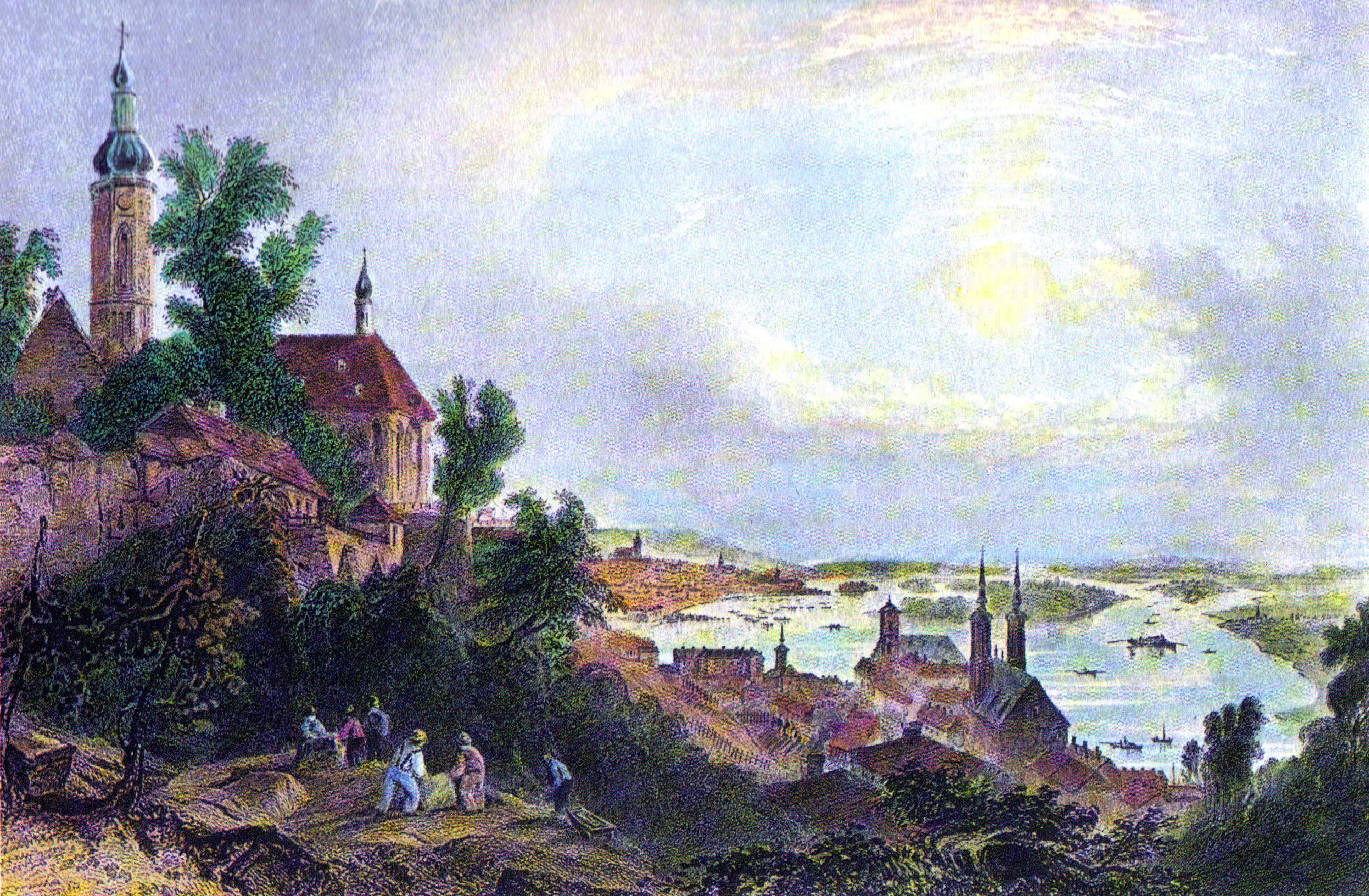
منظر تصوري لبودابست عام 1840